# Solmaris flavescens
Solmaris flavescens es una especie de cnidario hidrozoo de la familia Solmarisidae Esta medusa presenta de 12 a 17 tentáculos de color amarillo verdoso y gónadas rosáceas. Se distribuye por el Mediterráneo occidental y el mar Adriático.